# Dirnberggraben
Der Dirnberggraben ist ein östliches Seitental des Allerheiligengrabens in Fohnsdorf und liegt nördlich vom Hüblergraben. Ein das Tal durchfließender Bach mündet in den Allerheiligenbach – einen Nebenfluss der Pöls – und ist damit Teil des Flusssystems der Donau.